# Гердт, Зиновий Ефимович
Зино́вий Ефи́мович Гердт (при рождении — За́лман Афро́имович Храпино́вич; 8 [21] сентября 1916, Себеж, Витебская губерния, Российская империя — 18 ноября 1996, Москва, Россия) — советский и российский актёр театра и кино. Народный артист СССР (1990).

## Биография

### Ранние годы и начало актёрской карьеры
Зиновий Гердт (в кругу друзей и близких, а также в театральном фольклоре известен под уменьшительным именем Зяма) родился 8 (21) сентября 1916 года в уездном городе Себеже Витебской губернии (ныне — Псковская область, Россия) под именем Залман Афроимович Храпинович. Он был младшим (четвёртым) ребёнком в семье Афроима Яковлевича Храпиновича и его супруги Рахили Исааковны (в девичестве — Секун). Отец артиста до революции был приказчиком, затем коммивояжёром в коммерческих компаниях, после революции — работником местного райпотребсоюза.
Учился в еврейской школе в Себеже, в тринадцатилетнем возрасте опубликовал в детской газете на идише стихи о коллективизации. В 1932 году переехал к брату в Москву. В этом же году поступил в фабрично-заводское училище Московского электрозавода имени В. Куйбышева. В училище познакомился и подружился с Исаем Кузнецовым, в будущем — писателем и сценаристом, вместе с ним начал играть в театре рабочей молодёжи (ТРАМ) электриков, организованном В. Плучеком. В 1934 году, окончив ФЗУ, пришёл работать на Метрострой электромонтажником, продолжая играть в театре. В 1935 году был переведён в профессиональный состав театра. В 1936—1937 годах играл также в Театре кукол при Московском Дворце пионеров.
В 1939 году перешёл в организованную А. Арбузовым и В. Плучеком Московскую государственную театральную студию («Арбузовская студия»), где проработал до начала войны. Помимо него, в студии участвовали Павел Коган, Всеволод Багрицкий, Александр Галич. В честь погибшего в 1942 году Всеволода Багрицкого, Гердт назвал своего родившегося в 1945 г. сына.
Исполнил роль Альтмана в спектакле «Город на заре» А. Арбузова. Первоначально выступал под своей настоящей фамилией Храпинович, затем под артистическим псевдонимом Гердт (ставшим его официальной фамилией не ранее 1963 года; имя и отчество Зиновий Ефимович появились ещё позже). По воспоминаниям Исая Кузнецова, псевдоним был предложен А. Арбузовым по имени популярной в 1920-е годы балерины Елизаветы Павловны Гердт.
Незадолго до войны Гердт женился на актрисе студии Марии Новиковой. За ней ухаживали несколько человек, но успеха добился Зяма.

Памятник Зиновию Гердту в образе Паниковского. Киев

### Участие в Великой Отечественной войне
Участник Великой Отечественной войны. В июне 1941 года ушёл добровольцем в армию, но до отправки на фронт его, как имеющего техническое образование, направили на специальные краткосрочные сборы по обучению сапёрному делу, которые проходили в Московском военно-инженерном училище и которые он окончил в декабре 1941 года в звании младшего лейтенанта.
После курсов Залман Храпинович был направлен на Калининский фронт, затем — на Воронежский фронт. Проходил службу в составе 28 гвардейского отдельного сапёрного батальона, затем 81-го гвардейского стрелкового полка 25-й гвардейской стрелковой дивизии. Гвардии старший лейтенант. Боевое крещение прошёл в ночь с 5 на 6 августа 1942 года в боях за село Сторожевое 1-е, захваченное после переправы через Дон и давшее имя Сторожёвскому плацдарму, удерживавшемуся дивизией на протяжении последующих пяти месяцев.
12 февраля 1943 года на подступах к Харькову при личном участии в разминировании минных полей противника для обеспечения прохода советских танков начальник инженерной службы З. А. Храпинович был тяжело ранен в ногу — правая бедренная кость была раздроблена немного выше колена. Лечение в несколько этапов продолжалось с перерывами более четырёх лет. После одиннадцати операций, самые важные из которых выполняла ведущий хирург Боткинской больницы К. М. Винцентини (жена конструктора С. П. Королёва), актёру сохранили повреждённую ногу, которая с тех пор была на 8 сантиметров короче здоровой, потеряла подвижность в колене и вынуждала артиста сильно прихрамывать. Инвалид войны III группы.
В течение всей войны Гердт писал жене полные любви письма, но после его возвращения из госпиталя супруги расстались, хотя официально развод был оформлен только в 1952 году.
6 ноября 1947 года в рамках награждений участников войны, получивших инвалидность в результате тяжёлых ранений, но не имевших наград, был награждён орденом Красной Звезды.

Памятник Зиновию Гердту в Себеже

### Актёр театра и кино
До 25 июня 1945 года работал в Московском театре молодёжи при дирекции фронтовых театров.
В 1945—1982 годах — актёр Центрального театра кукол под руководством С. В. Образцова. Гастролировал с театром в Японии, США и других странах, причём конферанс в кукольном спектакле «Необыкновенный концерт» всегда вёл на языке страны, в которой проходили гастроли. Для этого Гердт выезжал на четыре дня раньше, и с помощью переводчика осваивал основы и звучание нового языка. Во время одного из таких выездов в 1958 году на гастролях в Египте, Сирии и Ливане он и познакомился с будущей третьей женой. Всего в «Необыкновенном концерте» Гердт сыграл роль конферансье Эдуарда Апломбова пять с половиной тысяч раз на 24 языках мира. Был вынужден уйти из театра из-за конфликта с руководителем.
С 1983 по 1992 год — актёр МАДТ имени М. Н. Ермоловой. Играл также в театре «Современник» (спектакль «Монумент» Э. Ветемаа, 1977), Международном театральном Центре им. М. Н. Ермоловой.
В кинематограф вошёл как актёр дубляжа, долгое время оставаясь за кадром. В дальнейшем много снимался в кино, в основном, в небольших ролях. Сыграл главную роль в фильме Петра Тодоровского «Фокусник», а также Паниковского («Золотой телёнок» Михаила Швейцера), министра финансов («Тень» Надежды Кошеверовой), Зиновия Ефимовича («Печки-лавочки» Василия Шукшина), счетовода Тардиво («Соломенная шляпка» Леонида Квинихидзе), учителя химии Йоликова («Розыгрыш» Владимира Меньшова), Бомзе («Место встречи изменить нельзя» Станислава Говорухина), адмирала Бума («Мэри Поппинс, до свидания» Леонида Квинихидзе).
На телевидении с 1962 по 1966 год, с перерывами на гастроли и съёмки, вёл передачу «Кинопанорама». Из-за сложностей с графиком ушёл из телепередачи, его преемником стал А. Каплер. В 1980-е годы делал на Центральном телевидении обзоры кинофильмов в телеобозрении «Киноафиша», где в 1984 году выступил с негативной оценкой своеобразной кинопостановки «Бесприданницы», на фоне бурной полемики вокруг данного фильма в печати. После этого режиссёр фильма Э. Рязанов, друживший с З. Гердтом, не общался с ним до конца 1980-х годов.
В 1990-е годы был ведущим авторской программы «Чай-клуб» на канале «ТВ-6 Москва». В 1991 году принимал участие в последнем выпуске капитал-шоу «Поле чудес» с В. Листьевым. 29 декабря 1994 года был в гостях у В. Листьева в последнем выпуске программы «Час пик» уходящего 1994 года.
В январе 1996 года был среди деятелей культуры и науки, призвавших российские власти остановить войну в Чечне и перейти к переговорному процессу.

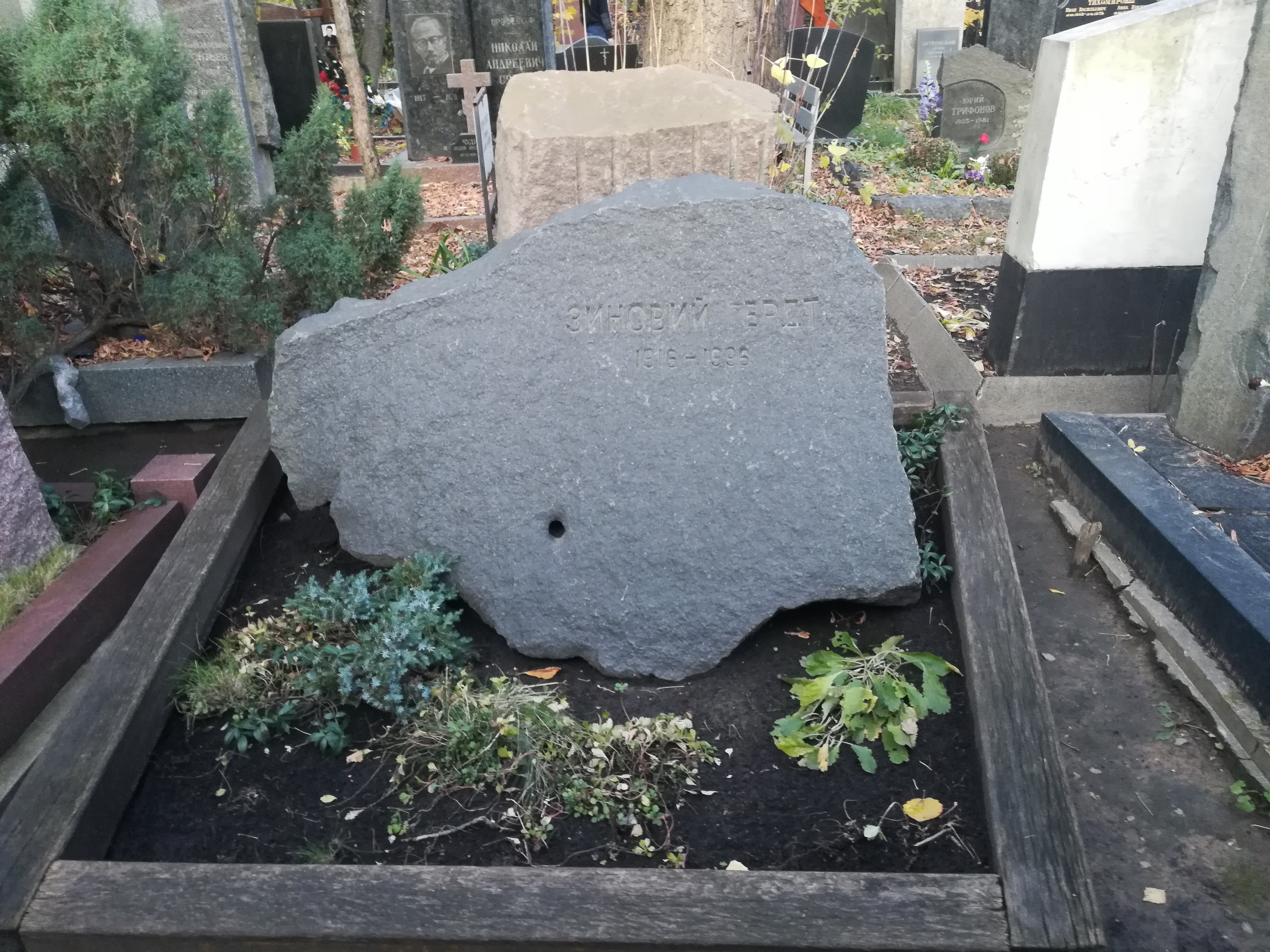
Могила Гердта на Кунцевском кладбище

Скончался 18 ноября 1996 года в Москве на 81-м году жизни. Похоронен в Москве на Кунцевском кладбище.

### Характер
При совершенной деликатности в обращении с друзьями, Гердт был отважен и неколебим в отстаивании своих убеждений.
Он остро переживал признаки зарождения в стране фашистской идеологии. Валерий Фокин вспоминал, что однажды, в начале 1990-х, Гердт пришёл на митинг националистов с антисемитскими выступлениями. На уговоры уйти он ответил:

 «Я просто хочу посмотреть им в лицо — тем, кто меня, ветерана войны, еврея, будет убивать».
В 1950 году, в разгар борьбы с космополитизмом, Зиновий Ефимович со своим братом Борисом возвращался с кладбища, с могилы мамы. Зашли в пивную («шалман», как определил её Гердт) — согреться и помянуть.

Перед ними в очереди стоял огромный детина. И когда очередь дошла до него, он вдруг развернулся в их сторону и громко сказал продавщице: «Нет уж! Сначала — им. Они же у нас везде первые!»
И Гердт, маленький человек, ударил детину в лицо. Это была не пощёчина, а именно удар. Детина упал… Шалман загудел, упавший начал подниматься… И стало ясно, что сейчас будет самосуд… Тут от стойки оторвался человек, которому Гердт едва доходил до подмышек. «Он подошёл ко мне, загрёб своими ручищами за лацканы моего пальтишка, — рассказывал Гердт, — и я понял, что это конец. Мужик приподнял меня, наклонился к самому моему лицу и внятно, на всю пивную, сказал: „И делай так каждый раз, сынок, когда кто-нибудь скажет тебе что про твою нацию“».
И «бережно» (слово самого Гердта) поцеловав его, поставил на место и, повернувшись, оглядел шалман. Шалман затих, и все вернулись к своим бутербродам.
При великолепном чувстве юмора, Гердт никогда не шутил зло. Владимир Конкин:

Зиновий Ефимович никогда не ранил своими шутками, не шутил обидно … — это было не в его характере. Людям, которые пытаются публично «юморить», стоило бы поучиться такту, деликатности и истинному юмору, каким владел Зиновий Гердт.
Лучшей иронией он считал иронию, направленную на себя. Геннадий Хазанов вспоминал, как Зиновий Ефимович однажды сказал ему:

 Уметь любить чужой талант — это тоже талант. … Так как я стар, люди меня внимательно слушают, потому что считают очень умным. А на самом деле это не так. Посмотри на меня и крепко запомни: умные люди выглядят как раз наоборот.

### Адреса в Себеже и Москве
Родился и вырос в Себеже в доме на улице Петра Великого (впоследствии Пролетарской). По приезде в Москву жил у сестры Берты (Евгении) в Безбожном переулке, затем с матерью и семьёй брата Исаака (Бориса) поселился во Втором Астрадамском тупике, дом № 4, кв. 19, недалеко от станции метро «Тимирязевская» и перед войной уже один — в проезде Соломенной Сторожки. С 1945 года жил в коммунальной квартире на Шелепихе; затем, со второй женой, — в Лиховом переулке, д. 8, откуда в августе 1962 года они переехали во вновь построенный кооперативный дом ЖСК «Советский писатель» на 2-й Аэропортовской улице д. 16, корп. 3 (ныне: Красноармейская улица, д. 23), в январе 1963 года, оставив ей квартиру, он переехал в 1-й Новокузнецкий переулок, д. 18; в 1960—1970-х проживал на улице Телевидения, дом № 15; затем на улице Строителей, дом № 4, корпус 2.

### Семья
- Отец — Афроим Яковлевич Храпинович (?—1933), работал приказчиком в лавке тканей, потом устроился коммивояжёром, управлял бакалейной лавкой и был человеком набожным. В годы НЭПа работал в райпотребсоюзе и конторе заготзерно. Мать — Рахиль Исааковна Храпинович (урождённая Секун, ?—1949), домохозяйка[30].
- Брат — Исаак (Борис) Ефимович Храпинович (1911—?), заместитель управляющего трестом МОСЛИФТ[31], участник Великой Отечественной войны[32].
- Сестра — Фира Ефимовна Храпинович.
- Сестра — Берта Ефимовна Храпинович (впоследствии Евгения Ефимовна Скворцова, 1908—?)[33][34]. Племянники — математики Владимир Викторович Скворцов (род. 1931), автор книги воспоминаний «Неизвестный З. Е. Гердт» (2005), и Эдуард Викторович Скворцов (род. 1940), доктор физико-математических наук, заведующий кафедрой моделирования экологических систем НИИ механики и математики имени Н. Г. Чеботарёва[35][36].
- Первая жена (1941—1952) — Мария Ивановна Новикова (1918—2003), актриса. Познакомились и вместе играли в студии А. Н. Арбузова.
  - Сын — Всеволод Зиновьевич Новиков (род. 1945), теплофизик, кандидат технических наук.
    - Внучка — Ксения (род. 1977)[37].
- Вторая жена (1952—1960) — Екатерина Фёдоровна Семерджиева (1920—2017), скульптор.
- Третья[38] жена (1960—1996) — Татьяна Александровна Правдина (1928—2021), переводчик с арабского языка[39], правнучка российского предпринимателя Н. Л. Шустова[40].
  - Падчерица (приёмная дочь) — Екатерина Гердт (род. 1957), первым браком была замужем за В. В. Фокиным, вторым браком за Д. Е. Евстигнеевым[39].
    - Внук — Орест Валерьевич Фокин (род. 1978). Правнучки — Татьяна (род. 2003), Мария (род. 2005).

## Творчество

### Работы в театре

#### Центральный театр кукол
- 1945 — «Маугли» по Р. Киплингу — чтец
- 1946 — «Необыкновенный концерт» по А. И. Введенскому — поэт, певец-баритон / Эдуард Апломбов, конферансье
- 1953 — «Чёртова мельница» И. В. Штока по пьесе-сказке Я. Дрды— Люциус, чёрт первого разряда
- 1958 — «Мой, только мой» Б. Д. Тузлукова — архивариус
- 1961 — «Божественная комедия» И. В. Штока — Адам
- «По щучьему велению» по русской народной сказке— Глашатай / Воевода / Медведь
- «Волшебная лампа Аладдина» по мотивам сказки «Аладдин и волшебная лампа» — Визирь / Аладдин
- «Ночь перед Рождеством» по Н. В. Гоголю — Старый чёрт / Чуб / Остап / князь Потёмкин

#### МДТ имени М. Н. Ермоловой
- 1986 — «Костюмер» Р. Харвуда — Норман

### Фильмография
- 1958 — Человек с планеты Земля — персонаж Жюля Верна
- 1961 — Юрка — бесштанная команда (короткометражный)
- 1962 — Семь нянек — Шамский, отец Майи
- 1963 — Улица Ньютона, дом 1 — сосед с флюсом
- 1965 — Год как жизнь — Борнштедт
- 1965 — Город мастеров — художник
- 1966 — Авдотья Павловна — Самуил Яковлевич Горбис, селекционер
- 1967 — Фокусник — Виктор Михайлович Кукушкин, фокусник
- 1968 — Золотой телёнок — Михаил Самуэлевич Паниковский
- 1969 — В тринадцатом часу ночи — Баба-Яга
- 1969 — Парад-алле — комментатор
- 1970 — Вас вызывает Таймыр — человек в клетчатом пальто
- 1970 — Городской романс — ветеран-фронтовик, «старый больной экономист»
- 1971 — Даурия — генерал Семёнов, председатель трибунала
- 1971 — Ехали в трамвае Ильф и Петров — капитан Мазуччо, дрессировщик
- 1971 — Живая вода — эпизод
- 1971 — Жизнь и смерть дворянина Чертопханова — Мошель Лейба
- 1971 — Тень — министр финансов
- 1972 — Карнавал — Скукин, председатель жюри
- 1972 — Лёгкая вода
- 1972 — Масштабные ребята — Александр Михайлович, парикмахер
- 1972 — Печки-лавочки — Зиновий Ефимович, друг профессора Степанова
- 1972 — Укрощение огня — Артур Матвеевич Карташов, руководитель ГИРДа
- 1973 — Райские яблочки — дирижёр
- 1974 — Автомобиль, скрипка и собака Клякса — музыкант на ударных / Аршак, дедушка Давида / папа Давида
- 1974 — Соломенная шляпка — месье Тардиво, счетовод в магазине мадам Бокардон
- 1974 — Странные взрослые — Олег Оскарович Кукс
- 1974 — Хождение по мукам — Леон Чёрный, анархист
- 1976 — Ключ без права передачи — Олег Григорьевич, учитель физики
- 1976 — Розыгрыш — Карл Сигизмундович Йоликов, учитель химии
- 1977 — Орех Кракатук — мастер-часовщик
- 1978 — Жизнь Бетховена — Николаус Цмескаль
- 1979 — Жена ушла — сосед
- 1979 — Место встречи изменить нельзя — Михаил Михайлович Бомзе, сосед Шарапова
- 1979 — Особо опасные… — Шварц, ювелир
- 1979 — Соловей — Бомс, советник
- 1979 — Трое в лодке, не считая собаки — кладбищенский сторож
- 1980 — Адам женится на Еве — судья
- 1980 — Копилка — рассказчик
- 1980 — О бедном гусаре замолвите слово — Перцовский, продавец попугаев
- 1981 — Встреча у высоких снегов — Натан
- 1982 — Ослиная шкура — Оревуар, поэт
- 1982 — Сказки… сказки… сказки старого Арбата — Христофор Блохин
- 1982 — Я вас дождусь — Аркадий Лазаревич Далмацкий
- 1983 — Военно-полевой роман — администратор кинотеатра
- 1983 — Мэри Поппинс, до свидания — адмирал Генри Бум
- 1983 — Пацаны — судебный заседатель
- 1984 — Без семьи — Эспинассу, музыкант-парикмахер из Шартра
- 1984 — Герой её романа — Прудянский
- 1984 — И вот пришёл Бумбо… — Франц Иванович, директор передвижного цирка-шапито
- 1984 — Полоса препятствий — Михаил Сергеевич
- 1984 — Понедельник — день обычный — Самуил Яковлевич Файнштейн, директор цирка
- 1986 — Мой нежно любимый детектив — член клуба холостяков
- 1986 — На златом крыльце сидели — Водяной царь
- 1987 — Кувырок через голову — хозяин крысы
- 1987 — Фитиль (короткометражный) (фильм № 300 «Автограф»)
- 1988 — Воры в законе — адвокат
- 1988 — Фитиль (короткометражный) (фильм № 307 «Врача вызывали?»)
- 1989 — Биндюжник и Король — Арье-Лейб
- 1989 — Интердевочка — Борис Семёнович, главврач
- 1989 — Искусство жить в Одессе — Арье-Лейб
- 1989 — Поездка в Висбаден — Панталеоне
- 1989 — Ты помнишь наши встречи… (короткометражный) — ведущий
- 1990 — Детство Тёмы — Абрумка
- 1990 — Фитиль (короткометражный) (фильм № 336 «Самбо»)
- 1991 — Затерянный в Сибири — Левензон, бухаринец
- 1992 — Рукопись
- 1993 — Я — Иван, ты — Абрам — Залман, отец Арона
- 1993 — Жизнь и необычайные приключения солдата Ивана Чонкина — Моисей Сталин
- 1994 — Анекдотиада, или История Одессы в анекдотах — артист из Москвы
- 1994 — Простодушный — Франсуа-Мари Аруэ, узник Бастилии
- 1994 — Увертюра
- 1995 — Задок и счастье — роль
- 1995—1996 — Русский проект (ролики «Мы вас любим», «Мы помним») — пожилой человек в метро
- 1995 — Волшебный фонарь 2 — певец за роялем
- 1996 — Ревизор — Лука Лукич Хлопов
- 1996 — Ветер над городом — Месмер, актёр и режиссёр
- 1997 — Война окончена. Забудьте… — актёр в роли отставного генерала

### Киножурнал «Фитиль»
- 1964 — Выпуск № 22 (новелла «С чего бы это?») — Худой
- 1987 — Выпуск № 300 (новелла «Автограф») — Эдуард Гаврилович Чудновский, гипнотезёр
- 1988 — Выпуск № 307 (новелла «Врача вызывали?») — пожилой больной
- 1990 — Выпуск № 336 (новелла «Самбо») — директор кооператива

### Телеспектакли
- 1972 — Необыкновенный концерт — Конферансье
- 1973 — Божественная комедия — Адам
- 1978 — Кузен Понс — Кузен Понс
- 1981 — 50 лет театру кукол Сергея Образцова
- 1982 — Продавец птиц — рассказчик, вступительное слово
- 1984 — Одесские рассказы Исаака Бабеля
- 1984 — Гёте. Сцены из трагедии «Фауст» — Мефистофель
- 1985 — Сказочное путешествие мистера Бильбо Беггинса Хоббита — рассказчик
- 1987 — Костюмер — Норман
- 1993 — Я, Фейербах — Фейербах, актёр

### Озвучивание

#### В фильмах
- 1956 — Серый разбойник — читает текст
- 1959 — Горбун — читает текст
- 1960 — Леон Гаррос ищет друга — комментатор, читает текст
- 1961 — Девять дней одного года — читает текст
- 1961 — Как верёвочка ни вьётся… (короткометражный) — читает текст
- 1961 — Внимание, тигры! (документальный) — читает текст
- 1961 — Когда кончается рабочий день (документальный) — читает текст
- 1961 — Мишель и Мишутка (короткометражный) — читает текст
- 1961 — Карьера Димы Горина — читает текст
- 1961 — Совершенно серьёзно (киноальманах) — читает текст в новелле «Как создавался Робинзон»
- 1962 — Груз принят (Фитиль № 5) — читает текст
- 1963 — Внимание! В городе волшебник! — читает текст
- 1964 — Хотите — верьте, хотите — нет… — читает текст
- 1964 — Возвращённая музыка — читает текст
- 1964 — Зелёный огонёк — голос автомобиля «Москвич-407»
- 1965 — Париж...Париж (документальный)
- 1966 — Баллада о Чердачнике (короткометражный) — читает текст
- 1966 — Великие клоуны (документальный) (серии «Это очень, очень серьёзно…» и «Леонид Енгибаров, знакомьтесь!») — комментатор
- 1966 — Лабиринт (фильм-спектакль) — читает текст
- 1967 — Крепкий орешек — читает закадровый перевод с немецкого
- 1968 — Пицунда? Надо подумать! (документальный) — читает текст
- 1968 — Зигзаг удачи — читает текст
- 1969 — Семейное счастье — читает текст в конце новеллы «Нервы»
- 1970 — Вас вызывает Таймыр — читает текст
- 1970 — Два дня чудес — читает текст
- 1970 — Приключения Алдара Косе — читает текст
- 1970 — Спорт, спорт, спорт — читает текст
- 1970 — Шаг с крыши — Синяя Ворона
- 1971 — Ехали в трамвае Ильф и Петров — читает текст
- 1971 — Не только цирк (документальный) — читает текст
- 1972 — Любить человека — рассказчик в мультфильме
- 1972 — Мужчины — читает текст
- 1972 — Украли зебру — читает текст
- 1973 — Грустная история со счастливым концом (короткометражный) — читает текст
- 1973 — Солёный пёс — читает текст
- 1973 — Цыплят по осени считают — читает текст
- 1974 — Обезьяний остров (документальный)
- 1975 — Белый медведь (документальный) — читает текст
- 1975 — Место под солнцем — читает текст
- 1975 — Любовь с первого взгляда — читает текст
- 1976 — Дениска-Денис (документальный) — читает текст
- 1976 — 12 стульев — читает текст
- 1976 — Моя жена - бабушка — читает текст
- 1977 — О, велосипед! (документальный) — читает текст
- 1977 — Сказание о храбром витязе Фэт-Фрумосе — читает текст
- 1978 — Младшая сестра — читает текст
- 1979 — Игра в четыре руки — читает текст
- 1979 — Поездка через город (новелла в одноимённом киноальманахе) — читает текст
- 1980 — Каникулы Кроша — читает текст про фигурки нэцке
- 1980 — История одного подзатыльника (короткометражный) — читает текст
- 1981 — Будь здоров, дорогой — читает текст
- 1981 — Что бы ты выбрал? — читает текст
- 1981 — Приключения Тома Сойера и Гекльберри Финна — читает текст
- 1983 — Комета — пёс Тузик
- 1984 — Белая роза бессмертия — читает текст
- 1984 — Рассказ бывалого пилота — читает текст
- 1988 — История одной бильярдной команды — голос из радиоприёмника
- 1992 — Рукопись — читает текст

#### В мультфильмах
- 1957 — Тихая пристань — читает текст
- 1962 — История одного преступления — читает текст
- 1962 — Банальная история — рассказчик
- 1966 — Злостный разбиватель яиц — читает текст
- 1966 — Жу-жу-жу — читает текст
- 1971 — Где ты, Голубая Золушка?.. — читает текст
- 1971 — Приключения Незнайки и его друзей (1-я серия «Коротышки из цветочного города») — читает текст
- 1974 — Волшебник Изумрудного города — Гудвин, Великий и Ужасный (3 серия) / вокал (6 серия)
- 1975 — Чёрная курица — Чёрная курица
- 1976—1979 — Приключения капитана Врунгеля — капитан Врунгель
- 1976 — Золотой осёл — читает текст
- 1977—1982 — Сказки Засыпайки — читает текст / вокал
- 1978 — Муми-тролль и другие — читает текст / Муми-тролль / Муми-папа / Морра / Домовой
- 1978 — Муми-тролль и комета — читает текст / Муми-тролль / Муми-папа / Ондатр / Снусмумрик / Хемуль / астроном
- 1978 — Муми-тролль и комета: Путь домой — читает текст / Муми-тролль / Муми-папа / Ондатр / Снусмумрик / Хемуль
- 1978 — Ссора — читает текст
- 1979 — Про щенка — Волк
- 1979 — Трубка мира — читает текст
- 1980 — Чудеса — Клоун
- 1981 — Мама для мамонтёнка — Морж
- 1981 — Шиворот-навыворот — рассказчик
- 1981 — Большой и маленький — читает текст
- 1982 — Олимпионики — читает текст
- 1982 — Укрощение велосипеда — читает текст / вокал
- 1983 — Ученик звездочёта — читает текст
- 1983 — День везения — читает текст
- 1984 — Про всех на свете — Скворец-дирижёр
- 1985 — Брэк! — Белый тренер / Рефери
- 1985 — Доктор Айболит — Айболит (4-7 серии)

#### Радиоспектакли
- 1975 — «Из дома вышел человек…» (по произведениям Д. Хармса) — ведущий
- 1975 — «Хлопушки с сюрпризами» (новогодняя музыкальная сказка; audio CD) — ведущий
- 1985 — «Приключения капитана Врунгеля» (музыкальная сказка на основе мультфильма по одноимённой повести А. Некрасова; audio CD) — капитан Врунгель
- 1993 — «Средство от курения» (по рассказу С. Кинга «Корпорация „Бросайте курить“») — Донатти[41]
- «Мэри Поппинс» (по сказке П. Треверс; аудиокнига MP3) — ведущий
- «Сказки для детей и взрослых» (MP3-CD; RMG Records)
- «Плутни Скапена» (по пьесе Ж.-Б. Мольера) — от автора
- «Костюмер» (по пьесе Р. Харвуда)
- «Пятнадцатилетний капитан» (по роману Ж. Верна «В погоне за метеором»; MP3-CD)

### Дубляж
- 1951 — Полицейские и воры — Фердинандо Эспозито (роль Тото)[42] (дубляж киностудии им. Горького, 1956 г.)
- 1952 — Фанфан-тюльпан — текст от автора[43] (дубляж киностудии им. Горького, 1954 г.)
- 1966 — Как украсть миллион — Шарль Боннэ (роль Хью Гриффита (дубляж киностудии «Мосфильм», 1975 г.)
- 1970 — Кромвель — Оливер Кромвель (роль Ричарда Харриса)[44] (дубляж киностудии «Союзмультфильм», 1972 г.)

### Телепроекты
- 1986 — В субботу вечером. «Ваш выход! Закулисная жизнь» — ведущий
- 1988 — «Мир кукольного театра» (3 выпуска) (создана на основе одноимённого американского многосерийного телешоу Дж. Хенсона)
- 1995 — Социальная реклама на канале «ОРТ» «Русский проект» (старик с куклой в метро, говорящий девочке: «Не плачь! Я тебя люблю…»)
- 1995 — Авторская телепередача «Чай-клуб» на телеканале «ТВ6»[45]
- 1996 — «Куклы». «Великие комбинаторы» — читает текст

### Режиссёр
- 1969 — Парад-алле — режиссёр кукольных интермедий (совм. с В. А. Кусовым и И. С. Гутманом)

### Сценарист
- 1966 — «Леонид Енгибаров, знакомьтесь!» (из серии «Великие клоуны») (документальный) (совм. с другими)
- 1969 — В дорогу, в дорогу (документальный) (короткометражный)
- 1969 — Парад-алле (совм. с А. М. Аркановым и И. С. Гутманом)
- 1971 — Поговорить нам необходимо… (документальный) (совм. со К. Л. Славиным) — автор текста
- 1975 — Я больше не буду (совм. с М. Г. Львовским)

### Аудиоиздания
- В 1973 году фирмой «Мелодия» была выпущена грампластинка «Точка, точка, запятая…» — музыкальный рассказ по одноимённому фильму («Мелодия», С50—05321-2). Текст от автора — Зиновий Гердт.
- 20 золотых уличных мелодий — Audio CD:

Трек 16. «Этап на Север».
- Исаак Шварц. Песни из кинофильмов — Audio CD:

Трек 9. «Наш городок Парижу не уступит» (из к/ф «Соломенная шляпка»);
Трек 10. «Марш национальных гвардейцев» (из к/ф «Соломенная шляпка»).
- Песни для детей и их родителей. Выпуск 1 — Audio CD:

Трек 9. «Песенка капитана Врунгеля» (Г. Фиртич — Е. Чеповецкий).
- Булат Окуджава. Песни из кинофильмов на стихи Б. Окуджавы. Коллекционное издание (4 CD) (BOX SET) — Audio CD. CD 3:

Трек 21. «Песенка об утраченных надеждах»;
Трек 22. «Наш городок Парижу не уступит».
- Исаак Шварц. Лучшие песни, романсы и музыка из кинофильмов. Песенка Верещагина — Audio CD:

Трек 3. Песенка об утраченных надеждах (из к/ф «Соломенная шляпка»)
- 2001 — «В нашу гавань заходили корабли». «По тундре, по сибирской дороге…». Выпуск 2 — Audio CD:

Трек 2. «Этап на Север»
- 2001 — «В нашу гавань заходили корабли». «В трюмах кораллы и жемчуг…». Выпуск 3 — Audio CD:

Трек 3. «Джон Грэй» (совместно с А. Козловым и А. Макаревичем)
- 2001 — «В нашу гавань заходили корабли». «Двадцать второго июня…». Выпуск 4 — Audio CD:

Трек 2. «Любо…».
- «В нашу гавань заходили корабли». Том 2 (mp3):

Трек 23. «Бублики».
- 2010 — «Звёзды» поют знакомые и неизвестные песни композитора А. Журбина — Audio CD. CD 1 («Мелодия»):

Трек 18. «Мама с Молдаванки» (А. Журбин — А. Эппель).

### Участие в фильмах
- 1983 — Я возвращаю Ваш портрет (документальный)
- 1989 — Мир вам, Шолом! (документальный)
- 1991 — Одиссея Александра Вертинского (документальный)
- 1996 — Артист совсем не то же, что актёр… (документальный)
- 1996 — Зиновий Гердт. Зяма. (из цикла фильмов «Жизнь замечательных людей») (документальный)
- 1997 — Бенефис Зиновия Гердта — звезда бенефиса

## Звания и награды
Государственные награды:
- Заслуженный артист РСФСР (09.05.1959)
- Народный артист РСФСР (11.04.1969)
- Народный артист СССР (09.07.1990) — за большие заслуги в развитии советского театрального искусства
- Орден Красной Звезды (1947)[46]
- Орден Отечественной войны I степени (1985)
- Орден «За заслуги перед Отечеством» III степени (16.09.1996) — за заслуги перед государством, большой личный вклад в развитие отечественного искусства[47][48]
- Медали

Другие награды:
- Открытый российский кинофестиваль «Кинотавр» в Сочи (Премия в номинации «Премия президентского совета за творческую карьеру», 1996)
- Почётный гражданин Себежа[49].

## Память
- 31 мая 1998 года в Киеве по адресу улица Прорезная, 8, был открыт памятник Паниковскому (персонаж романа «Золотой телёнок»), прообразом памятника послужил Зиновий Гердт, исполнивший одноимённую роль в экранизации романа[50]. Авторы памятника: скульпторы — В. Сивко и В. Щур, архитектор — В. Скульский.
- В 2001 году вышло первое издание книги «Зяма — это же Гердт!», в которой об актёре рассказывают Э. Рязанов, Э. Успенский, П. Тодоровский, А. Арканов, Г. Горин, В. Шендерович и другие. Составители книги — Т. Правдина и Я. Гройсман.
- В 2010 году издательство «АСТ» выпустило книгу З. Гердта «Рыцарь совести»[49].
- 21 сентября 2011 года в Себеже накануне 95-летия со дня рождения Гердта была открыта скульптурная композиция в память об актёре[51][52]. Памятник из бронзы и гранита изготовлен и установлен на средства жителей города. Скульптор — О. Ершов. На церемонии открытия памятника присутствовали вдова Зиновия Гердта Татьяна Правдина и народный артист РСФСР Александр Ширвиндт.
- В сентябре 2024 года в Москве в сквере у школы № 109 открыт памятник Зиновию Гердту[53].

Творчеству и памяти актёра посвящены документальные фильмы и телепередачи:
- 2011 — «Зиновий Гердт. „Я не комик…“» («ТВ Центр»)[54]
- 2016 — Зиновий Гердт («Культура», из документального цикла «Острова»)[55]
- 2016 — «Зиновий Гердт. „Я больше никогда не буду!“» («Первый канал»)[56][57]
- 2016 — «Зиновий Гердт. „Легенды кино“» («Звезда»)[58]
- 2017 — «Зиновий Гердт. „Последний день“» («Звезда»)[59]
- 2021 — «Зиновий Гердт. „Добрый ангел советского кино“» («Мир»)[60]